# Jamie Bell
Jamie Bell (ur. 14 marca 1986 w Billingham) – brytyjski aktor. Znany z ról w filmach Billy Elliot i King Kong.
Pochodzi z rodziny zawodowych tancerzy. Zawód ten wykonywały jego babka, matka Ellen, siostra Catherine oraz ciotka. Sam tańczył od 6 roku życia. Przełom w jego karierze aktorskiej filmowej nastąpił z chwilą, gdy w wieku 13 lat wybrano go spośród 2000 kandydatów do roli tancerza w filmie Billy Elliot. Obecnie mieszka w Nowym Jorku w USA.
W styczniu 2017 zaręczył się z Kate Marą, a w lipcu się pobrali. Mają córkę (ur. maj 2019). Ze związku z Evan Rachel Wood ma syna (ur. lipiec 2013).

## Filmografia
| Rok  | Polski tytuł                      | Oryginalny tytuł                  | Rola                    | Informacje |
| ---- | --------------------------------- | --------------------------------- | ----------------------- | --- |
| 2000 | Billy Elliot                      | Billy Elliot                      | Billy Elliot            | Nagroda BAFTA: Najlepszy aktor pierwszoplanowy Nominacja – Nagroda Gildii Aktorów Ekranowych: Najlepszy aktor pierwszoplanowy |
| 2000 | Close & True                      | Close & True                      | Mark Sheedy             | |
| 2002 | Dolina cieni                      | Deathwatch                        | Charlie Shakespeare     | |
| 2002 | Nicholas Nickleby                 | Nicholas Nickleby                 | Smike                   | |
| 2004 | Mroczne dziedzictwo               | Undertow                          | Chris Munn              | |
| 2005 | Moja droga Wendy                  | Dear Wendy                        | Dick Dandelion          | |
| 2005 | Miłego dnia?                      | The Chumscrubber                  | Dean                    | |
| 2005 | King Kong                         | King Kong                         | Jimmy                   | |
| 2006 | Sztandar chwały                   | Flags of Our Fathers              | Ralph „Iggy” Ignatowski | |
| 2007 | Hallam Foe                        | Hallam Foe                        | Hallam Foe              | |
| 2008 | Jumper                            | Jumper                            | Griffin                 | |
| 2008 | Opór                              | Defiance                          | Asael Bielski           | |
| 2011 | Dziewiąty legion                  | The Eagle                         | Esca                    | |
| 2011 | Retreat                           | Retreat                           | Jack                    | |
| 2011 | Jane Eyre'                        | Jane Eyre                         | St John Rivers          | |
| 2011 | Przygody Tintina                  | The Adventures of Tintin          | Tintin                  | |
| 2012 | Człowiek na krawędzi              | Man on a Ledge                    | Joey Cassidy            | |
| 2013 | Snowpiercer: Arka przyszłości     | Snowpiercer                       | Edgar                   | |
| 2015 | Fantastyczna Czwórka              | Fantastic Four                    | Ben Grimm               | |
| 2017 | Gwiazdy nie umierają w Liverpoolu | Film Stars Don't Die in Liverpool | Peter Turner            | |
| 2017 | 6 dni                             | 6 Days                            | Rusty Firmin            | |
| 2018 | Skin                              | Skin                              | Bryon Widner            | |
| 2018 | Donnybrook                        | Donnybrook                        | Jarhead Earl            | |
| 2019 | Rocketman                         | Rocketman                         | Bernie Taupin           | |

## Nagrody
- Nagroda BAFTA 2001: Najlepszy aktor pierwszoplanowy za Billy Elliot